# جوزفین فلچر
جوزفین فلچر (انگلیسی: Jo Fletcher؛ زادهٔ ۳۱ دسامبر ۱۹۸۰) یک بازیکن فوتبال اهل انگلستان است.
وی سابقه بازی در تیم ملی بانوان انگلیس را دارد.